# Psi Ursae Majoris
Psi Ursae Majoris – gwiazda w konstelacji Wielkiej Niedźwiedzicy, oddalona od Słońca o około 144 lata świetlne.

## Nazwa
Gwiazda ta ma nazwę własną Taizun, która pochodzi z tradycji chińskiej (chiń. 太尊; pinyin Tài Zūn; Wade-Giles T'ai Tsun; dosł. „niezwykle szacowna”) i reprezentuje dostojnych krewnych lub przodków.

## Charakterystyka obserwacyjna
Gwiazda znajduje się na południe od gwiazdy Merak w Wielkim Wozie, pośrodku środkowej „nogi” w wizerunku Wielkiej Niedźwiedzicy. Jej obserwowana wielkość gwiazdowa to prawie dokładnie 3m (3,01m).

## Charakterystyka fizyczna
Jest to typowy pomarańczowy olbrzym, gwiazda typu widmowego K1. Ma temperaturę 4545 K i jasność 170 razy większą niż jasność Słońca, przy czym dużą część promieniowania emituje w zakresie podczerwieni. Pomiar interferometryczny średnicy kątowej ukazuje, że gwiazda ma średnicę 20 razy większą od Słońca. Jej obrót wokół osi jest powolny, gwiazda potrzebuje na pełny obrót aż 2,6 roku. Gwiazda ma masę około 2,8 M☉, rozpoczęła życie około 300 milionów lat temu jako błękitna, znacznie gorętsza przedstawicielka typu widmowego B7 i umrze jako biały karzeł, utraciwszy wcześniej 3/4 masy.